# Slovenska tiskovna agencija

Slovenska tiskovna agencija (kratica: STA) je slovenska nacionalna tiskovna agencija, ustanovljena junija 1991. Edini ustanovitelj in družbenik STA je Republika Slovenija. STA poroča o dogajanju v Sloveniji in po svetu v slovenskem in angleškem jeziku. STA je vodilni slovenski ponudnik medijskih vsebin za domačo in tujo javnosti; angleški servis STA je vodilni slovenski dnevni informativni servis v angleškem jeziku.
STA v skladu z zakonom o STA, aktom o ustanovitvi STA in zakonom, ki ureja področje medijev, opravlja javno službo zagotavljanja informacij v slovenskem jeziku o dogodkih v Sloveniji in po svetu za potrebe slovenske javnosti, Slovencev po svetu in slovenskih narodnih manjšin v sosednjih državah ter informacije o dogajanju v Sloveniji v angleškem jeziku za potrebe domače in tuje javnosti in medijev. STA poleg opravljanja javne službe opravlja tudi tržno dejavnost, s čimer ustvarja pomemben delež prihodkov podjetja.
STA je članica Evropskega združenja tiskovnih agencij (EANA), Mednarodnega tiskovnega telekomunikacijskega sveta (IPTC), in sodeluje v regionalnih združenjih tiskovnih agencij AMAN in ABNA, poleg tega pa je partnerica vseh pomembnejših svetovnih agencij.

## Pregled
STA je družba z omejeno odgovornostjo v popolni lasti Republike Slovenije, ki je ustanovitelj STA. Statut in delovanje STA ureja poseben zakon - Zakon o Slovenski tiskovni agenciji (ZSTAgen) - ki je stopil v veljavo julija 2011. STA je med drugim zakonsko zavezana zagotavljati "javno službo stalnega, celovitega, točnega in objektivnega zagotavljanja informacij o dogodkih v Sloveniji in po svetu za potrebe javnosti v Sloveniji in zunaj njenih meja, tako v slovenskem kot v angleškem jeziku".
V STA deluje prek 80 novinarjev in sodelavcev. STA je osnovana v Ljubljani z dopisništvi po Sloveniji in po svetu. Med naročniki STA v tujini so tuje tiskovne agencije, tuja veleposlaništva in gospodarske družbe.
Arhiv STA zaobsega prek 2 milijona novic, 500.000 fotografij in 70.000 tonskih posnetkov. Glede na izračune STA četrtina spletnih novic v Sloveniji delno ali v celoti temelji na vsebinah STA (oz. pribljižno tretjina spletnih vsebin osrednjih nacionalnih in regionalnih novičarskih spletnih medijev).

### Financiranje
Okoli 60 % prihodkov STA predstavljajo državna sredstva. Povečuje se pomen sredstev, ki jih STA ustvari s tržno dejavnostjo.

## Dejavnost in storitve
STA je leta 2006 vzpostavila lastni foto servis, leta 2009 pa radijski servis (namenjen potrebam radijskih postaj). STA vsebine deli na večjih spletnih straneh, kot so Facebook, Twitter, Google+ in Youtube.

### Storitve
Splošni servis STA v slovenskem jeziku
Splošni servis STA v slovenskem jeziku je eden osnovnih in najbolj izčrpnih virov informacij za slovenske in tuje medijske hiše, državne ustanove, diplomatska predstavništva, podjetja, nevladne organizacije in druge naročnike. V okviru splošnega servisa v slovenskem jeziku STA vsak dan posreduje do 300 novic, ki jih pripravljajo novinarji notranjepolitičnega, gospodarskega, zunanjepolitičnega, evropskega, kulturnega in športnega uredništva ter dopisniki po Sloveniji in v tujini.
Novice in drugi prispevki v okviru splošnega servisa so razdeljeni v kategorije Slovenija, Evropska unija, svet, gospodarstvo, kultura, šport, zdravstvo, izobraževanje in znanost, kronika ter zanimivosti.
Splošni servis vključuje tudi dnevne in tedenske napovedi dogodkov, dnevne in tedenske preglede dogodkov, sporočila uredništvom, pregled tiska, aktualne prometne informacije o stanju na slovenskih cestah in informacije o vremenskih razmerah v Sloveniji in Evropi.
Splošni servis STA v angleškem jeziku
Servis STA v angleškem jeziku je dnevni vir poročil o aktualnih dogodkih, povezanih s Slovenijo, v angleškem jeziku. Ekipa novinarjev in prevajalcev pripravi dnevno do 50 novic, tem, intervjujev, pregledov tiska in drugih prispevkov, ki ponujajo celovit in sproten vpogled v dogajanje v politiki, gospodarstvu, družbi, znanosti, kulturi in športu.
Poleg dogajanja v Sloveniji servis spremlja mednarodno dejavnost Slovenije (še posebej v okviru Evropske unije, jugovzhodne Evrope in mednarodnih organizacij). Velik poudarek je namenjen tudi gospodarski politiki Slovenije in aktivnosti slovenskih podjetij na domačem in tujih trgih.
Foto servis STA
Foto servis dnevno zagotavlja fotografije najpomembnejših političnih, gospodarskih, kulturnih in športnih dogodkov v državi ter fotografije s področja zabave in zanimivosti. Fotografije poleg ekipe fotografov STA pošiljajo tudi ustrezno usposobljeni dopisniki STA iz Slovenije in tujine. STA ima vzpostavljeno tudi širšo mrežo izmenjave fotografij z nekaterimi partnerskimi agencijami.
Radijski servis STA-R
Radijski servis STA-R naročnikom nudi tekstovne in zvočne novice, prilagojene zahtevam radijskih postaj oz. potrebam radijskega medija. STA-R je namenjen zagotavljanju uravnoteženih informativnih vsebin. Avdio servis zaobsega informiranje o ključnih dogodkih iz notranje in zunanje politike, gospodarstva, kulture, športa ter ostalih področij in dopolnjuje obstoječi dnevni servis STA. STA-R ustvarjajo novinarji STA s pomočjo dopisniške mreže doma in po svetu.
STAkrog
Portal STAkrog poroča o razvoju slovenskega gospodarstva s posebnim poudarkom na razvojnih dosežkih slovenskih podjetij in start-upov. Posebna rubrika je namenjena tudi slovenskim medijem in novostim v slovenski družbi (še posebej na področju znanosti in inovacij). Portal nudi intervjuje z gospodarstveniki ter akterji na področju razvoja gospodarstva. Na voljo je tedensko obveščanje z izborom vsebin preteklega tedna prek brezplačnega elektronskega biltena, nove vsebine pa so objavljene tudi na Twitter računu @STAkrog.
MISLI
Spletna stran MISLI je poseben spletni portal, ki je v celoti posvečen dogajanju v kulturi. Vsebine so dosegljive širokemu krogu spletnih uporabnikov. Podstran, ki jo je sprva sofinanciralo ministrstvo za kulturo, vključuje napovednike dogodkov v kulturi, novice, intervjuje, predstavitve knjižnih novosti, zemljevid slovenskih literatov, ankete, statistične podatke in druge zanimivosti. Stran je dopolnjena s foto in video vsebinami. Bralcem je na voljo tedensko obveščanje o najaktualnejših vsebinah prek spletne pošte.
Dnevni bilten STA
Dnevni bilten STA vsebuje strnjen in informativen pregled najaktualnejšega dogajanja doma in v svetu, tematske prispevke o ključnih dogodkih dneva, napovedi dogodkov v Sloveniji in svetu za prihodnji dan ter pregled pisanja tiska in poročanja tujih tiskovnih agencij o Sloveniji. Izhaja v elektronski obliki šestkrat tedensko.
Servis originalnih sporočil za javnost 'O-STA'
Servisu O-STA, ki je ločen od splošnega servisa, je namenjen objavljenu sporočil za domačo ali tujo javnost. O-STA je namenjen podjetjem in organizacijam, ki želijo javnost obvestiti o novostih ali spremembah v svoji dejavnosti, izdelkih ali storitvah. STA prek mednarodne mreže OTS se lahko sporočila posreduje v tujino oz. na ciljne trge naročnika.
STA KLUB
STA KLUB je projekt, vzpostavljen leta 2009, pod okriljem katerega STA nekajkrat letno organizira okrogle mize z vidnimi osebnostmi in strokovnjaki. Dogodki so tematsko raznoliki in namenjeni različnim ciljnim javnostim. Namen dogodkov je spodbujanje javnega diskurza o pomembnih družbenih vprašanjih in osveščanje in informiranje slovenske javnosti. Namen STA KLUBA je med drugim krepitev prepoznavnosti STA in odnosov z naročniki in partnerji.
Kliping STA
Kliping STA je orodje, s katerim naročnik izbere ključne besede, o katerih želi biti obveščen, filtrirane novice pa nato prejema prek elektronske pošte. Kliping naročniku omogoča hitro avtomatsko obveščanje o izbranih temah. Ciljne javnosti so predvsem podjetja in predstavniki za odnose z javnostmi večjih podjetij in ministrstev.
Informativni blok STA-AND (Agencijske Novice Dneva)
Informativni blok STA-AND je vsebinska obogatitev programske zasnove TV medijev in digitalnih oglasnih zaslonov. S pomočjo informativnega bloka lahko ponudniki gledalcem oz. uporabnikom ponudijo ažurne, kratke in jedrnate informacije o aktualnih dogodkih doma in po svetu.
Spletna pasica STA-AND je storitev, namenjena vsebinski obogatitvi spletnih strani z aktualnimi novicami dneva, ki jih pripravljajo novinarji STA.
STA mobilni servis (STA-M)
Aplikacijo STA-M uporabnikom nudi enostavnejši in preglednejši dostop do vseh novic splošnega servisa STA prek mobilnih naprav (pametnih telefonov in tabličnih računalnikov). Aplikacija STA-M je nekomercialna in je namenjena ozaveščanju uporabnikov o aktualnem dogajanju. STA-M nudi grafični vmesnik prirejen za uporabo na majhnih zaslonih in možnost sprotnega obveščanja o novicah dneva, nujnih novicah, napovedih in sporočilih uredništvom.

## Zgodovina
STA je z delovanjem začela 20. junija 1991 (nekaj dni po razglasitvi neodvisnosti Slovenije). Njen prvi in ustanovni direktor, ki je postavil STA, je bil Dejan Verčič. Pred tem je v Sloveniji delovala zgolj skupna jugoslovanska tiskovna agencija (Tanjug) brez ločene slovenske tiskovne agencije. STA je sprva o dogajanju v Sloveniji obveščala predvsem tujo javnost.
STA je prvo stalno dopisništvo v tujini odprla decembra 1995 v Bruslju. Od tedaj je STA vzpostavil dopisništvi še v Zagrebu in mestu New York. STA je svojo spletno stran vzpostavila oktobra leta 1996. Leta 2001 je novinarka STA Mihela Zupančič prejela nagrado Društva novinarjev Slovenije (DNS) za novinarske dosežke. Maja 2002 se je STA preselila iz prostorov na Cankarjevi ulici v Ljubljani v večje prostore na Tivoljski ulici.
Prva Janševa vlada (2004-2008) je bila deležna očitkov, da je med drugim na vodilne položaje v STA nastavljala osebe, blizu tedaj vladajoči stranki SDS. Kot direktorica STA je bila v tem času imenovana Alenka Pavlin, ki je bila pred tem predstavnica za stike z javnostjo stranke SDS. Kot urednik notranjepolitične redakcije je bil imenovan tudi Uroš Urbanija, ki naj bi bil prav tako blizu stranki SDS. Pavlin in Urbanija naj bi obvladovala delovanje STA, med drugim prek odgovornega urednika Boruta Meška. Meško in Urbanija naj bi nameravala odpustiti najmanj 10 novinarjev STA, kar so jim preprečile pravne ovire, zaposlila pa naj bi več lojalnih kadrov (nekateri od teh naj tudi ne bi imeli ustreznih delovnih izkušenj). Leta 2007 je 16 novinarjev STA podpisalo novinarsko peticijo zoper cenzuro in politične pritiske. Urbanijo je leta 2020 tretja vlada Janeza Janše imenovala za direktorja UKOM.
Julija 2007 je bil za odgovornega urednika STA proti željam kolektiva imenovan Borut Meško. Novinarji STA so ob kandidaturi Meška za odgovornega urednika z 44 glasi za in 4 glasi proti izglasovali nezaupnico, saj ni predstavil podrobnejšega programa o delu STA. Direktorica STA, ki ga je imenovala, je v odzivu na nezaupnico navedla, da bo program pripravljen, ko vlada odobri dodatna finančna sredstva, predvidoma septembra tega leta. Novembra 2009 je novi direktor STA Bojan Veselinovič (ki je funkcijo pričel opravljati aprila tega leta) Meška razrešil s funkcije odgovornega urednika in mu posredoval izredno odpoved pogodbe o zaposlitvi. Veselinovič je ob tem kot razlog navedel hujše kršitve obveznosti s strani Meška. Meško je Veselinoviču očital šikaniranje. Meško je maja 2020 umrl zaradi posledic raka. V okviru ugotavljanja nezakonitosti izredne odpovedi je STA izplačala okoli 30.000 €. Veselinovič je ob tem navedel, da je v vlogi zastopnika delodajalca k poravnavi pristal zaradi pietetnega odnosa do pokojnika in nejgove družine naj bi bila izvedena zaradi pietetnih razlogov. Veselinovič je kasneje navedel, da o Mekešovem resnem obolenju ob prekinitvi delovnega razmerja ni vedel. Odpustitev Mekeša je leta 2021 PV Janša izpostavil kot enega izmed razlogov za zahtevanje odstopa Veselinoviča z mesta direktorja STA.
Leta 2014 je novinarka STA Irena Joveva prejela nagrado DNS.
Junija 2021 je predsednik republike Borut Pahor naznanil, da namerava STA podeliti predsedniško odlikovanje.
Tretja vlada Janeza Janše
27. marca 2020 je PV Janša v zapisu na Twitter-ju STA označil za "ventilator za #FakeNews". Janša je odgovarjal na vest STA, da je v skupnem pismu slovenskemu notranjemu ministru več mednarodnih organizacij za svobodo medijev izrazilo zaskrbljenost glede varnosti slovenskega novinarja Blaža Zgage, ki se je soočal z groženjami s smrtjo ob poročanju o aktualni vladi.
Predlog sprememb zakona o Slovenski tiskovni agenciji
Julija 2020 je vlada predlagala prenovo zakona o Slovenski tiskovni agenciji. Predlagatelj je kot cilj sprememb navedel uskladitev zakonske uredbe z evropskimi pravili o transparentnosti financiranja javnih služb in državni pomoči. Predlagane spremembe zakona bi pristojnost za imenovanje nadzornikov STA prenesle iz državnega zbora na vlado (kandidate bi predlagalo ministrstvo za kulturo). Predlog bi dejavnosti priprave novic za radijske medije, objavo avtorskih fotografij dogodkov in objavo video in zvočnih posnetkov novinarskih konferenc prenesel v tržno dejavnost. Dolžnost financiranja STA bi bila prenešena iz državnega proračuna na sredstva, zbrana s prispevki za RTV (v višini 3 % zbranih prispevkov). Odgovorni urednik STA bi bil po novem imenovan v skadu z določili zakona, ki ureja medije. Iz člena o načelih neodvisnosti in nepristranskosti bi bilo izločeno določilo, da STA ne sme dejansko ali pravno postati odvisna od katerekoli ideološke, politične ali ekonomske skupine. Zakonske spremembe bi povečale vladni vpliv nad STA.
Sprva je bilo za javno razpravo predloga določeno 5 dni, rok pa je bil kasneje podaljašan do 5. septembra. Predlagane spremembe so bile deležene pomislekov vseh treh koalicijskih strank partneric.
Načrtovan prenos STA v demografski sklad
Februarja leta 2021 je odbor DZ za finance sprejel dopolnilo k vladnemu predlogu zakona o ustanovitvi Nacionalnega demografskega sklada, v okviru katerega je vlada nameravala združiti večino državnega premoženja. Dopolnilo bi tako družbo STA preneslo pod okrilje demografskega sklada, ki bi namesto RS postal ustanovitelj in edini družbenik STA. Vodstvo demografskega sklada bi s tem prevzelo tudi vlogo imenovanja nadzornikov in direktorjev STA, za kar je bil glede na veljavno zakonodajo zadolžen državni zbor.
Uredniški kolegij STA, Svet delavcev STA, Zastopstvo STA in Sindikat novinarjev STA so v odzivu na predlog opozorili na nejasnost posledic sprememb in izrazil skrb, da bi lahko spremembe omajale neodvisnost STA, ter pozvali k vključitvi širše strokovne in splošne javnosti v razpravo o spremembah.
Prekinitev državnega financiranje STA in povezano dogajanje
Janez Janša je po nastopu na funkcijo predsednika vlade v zapisih na Twitter-ju večkrat kritiziral poročanje in delo STA. Med drugim je STA dvakrat označil za "nacionaln[o] sramot[o]" in poročanje STA o protivladnih protestih označil za promoviranje kršilcev odlokov za obvladovanje epidemije koronavirusa.
Oktobra 2020 je Janša v zapisu na Twitter-ju STA označil za nacionalno sramoto, ker je intervju STA z raperjem Zlatkom obsegal več znakov kot poročilo o srečanju Janše z madžarskim premierjem Viktorjem Orbanom. Kmalu po tem je UKOM na STA naslovil vprašanje, koliko intervjujev s pevci zabavne glasbe je objavil STA. UKOM je tudi zahteval navedbo števila intervjujev, ki jih je STA opravil z glasbeniki ob izdaji novega albuma in primerjavo dolžin vseh teh intervjujev (ko je kasneje Veselinovič navedel, da je UKOM od STA zahteval pojasnilo o različnih dolžinah člankov, sta ga Urbanija in Janša obtožil laganja, uradni Twitter račun vlade RS pa je izjavo označilo za "fake news"). UKOM je tudi zanimalo, ali protestna izjava uredništva STA (odziv na izjavo PV Janše, potem ko je STA označil za nacionalno sramoto) izraža stališče vseh zaposlenih in koliko takšnih lastnih protestnih izjav je STA napisala in povzemala v zadnjih letih (UKOM je zahtevo pospremil s pripisom, da želijo ugotoviti "[...] ali gre za standardno napako, ki se pogosto pojavlja, ali se je tokrat naredilo izjemo"). UKOM je zahteval tudi pojasnilo kdo, kdaj in kako izvaja pritisk na odgovorno urednico STA, ki je bila sopodpisnica izjave o političnih pritiskih na slovenske medije. UKOM je po mnenju STA s temi vprašanji posegal v uredniško avtonomijo.
UKOM je od STA zahteval tudi nekatere poslovne podatke, in sicer seznam bruto plač zaposlenih z imeni, pogodbe z naročniki, seznam pogodb z zunanjimi sodelavci, podatke o ceni oglasa in izpisek bančnega prometa podjetja v preteklih 2 letih.
Za tem ko vodstvo STA ni ugodilo zahtevam UKOM po posredovanju poslovnih podatkov in obrazložitev uredniških odločitev (po mnenju STA UKOM ni imel zakonskih pooblastil za zahtevo pridobitve danih podatkov) je vlada prvič v zgodovini RS prenehala s financiranjem STA, in sicer z utemeljitvijo, da STA ni izpolnila svojih pogodbenih dolžnosti. Izpad državnega financiranja, ki je predstavljal okoli polovico prihodkov STA, je ogrozil nadaljnji obstoj STA. UKOM je z izpolnjevanjem finančnih obveznosti do STA prenehal z oktobrom 2020. Vlada je financiranje STA prekinila konec 30. novembra na dopisni seji s pritrditvijo na odločitev UKOM. Odločitvi ni nasprotovanja izrazil noben minister. Vlada o odločitivi prav tako ni obvestila javnosti. Pravnem stališču STA o prekoračitvi pooblastil UKOM so pritrdili tudi nekateri neodvisni pravniki.
Glede na utemeljitev STA, da UKOM nima pooblastil za zahtevanje poslovne dokumentacije in uredniških pojasnil, je UKOM decembra 2020 Veselinoviča in predhodno direktorico UKOM ovadil zlorabe javnega položaja, saj da potemtakem UKOM ni imel pooblastil za sklepanje pogodb z STA. Hkrati so vložili tudi ovadbe zoper predsednika in dva člana nadzornega sveta STA ter namestnika predsednika STA zaradi opustitve dolžnosti nadzora nad izvrševanjem sklenjene pogodbe, saj da niso ukrepali ob nedovoljenem sklepu pogodbe. Novinarski sindikat je med tem državnemu tožilstvu naznanil domnevo, da je direktor UKOM Urbanija, ker naj bi ta s prekinitvijo financiranja STA zlorabil uradni položaj in prekoračil svoja pooblastila. Tožilstvo je marca 2021 vse ovadbe zavrglo.
K obnovitvi financiranja STA so pozvali vsi koalicijski partnerji. Konec leta 2020 je državni zbor k 7. protikoronskemu paketu (PKP7) na predlog koalicijske stranke SMC dodal dopolnilo, ki je vlado zavezovala k poravnavi zapadlih finančnih obveznosti do STA. Vlada kljub veljavnosti zakona do roka, določenega v zakonu (7. januar), sredstev ni izplačala, saj je Evropsko komisijo zaprosila za mnenje, ali bi takšno izplačilo predstavljalo državno pomoč podjetju, ki bi kršila pravila EU o konkurenci. UKOM je ob tem navedel, da bo »[...] zakonsko določen znesek STA nakazan takoj, ko bo Evropska komisija dala pozitivno mnenje.« EK je 11. januarja navedla, da ni ovir za nadomestno izplačilo STA brez predhodne odobritve komisije in da evropska pravila ne smejo služiti za izgovor za prenehanje financiranja tiskovne agencije članice EU. EK je ob tem Slovenijo tudi pozvala k umiku vloge za presojo o financiranju STA. Vlada je 14. januarja nato izplačala zaostale obveznosti izhajajoč iz veljavne pogodbe z STA.
27. januarja 2021 je potekla veljavna pogodba za opravljanje javne službe med UKOM-om kot predstavnikom ustanovitelja in STA. UKOM v letu 2021 po prenehanju veljavnosti pogodbe pogodbenega razmerja s STA ni obnovil, s tem pa se je odrekel tudi nadaljnjemu izpolnjevanju zakonske dolžnosti financiranja STA. STA je kljub zapadu pogodbenega razmerja nadaljeval z naslavljanjem računov na UKOM.
Janša in drugi politiki stranke SDS so direktorja STA Veselinoviča obdolžili prejemanja eksorbitantno visoke plače. Janša je npr. sprva delil navedbo, da je Veselinovičeva plača med epidemijo koronavirusa znašala 6.091,60 €, nato pa da 8.500 €. V odzivu je Veselinovič razkril, da v letu 2019 prejemal povprečno mesečno neto plačo v višini 3.409,26 €, v preteklem mesecu (oktober 2020) pa 3.552,27 €.
Februarja 2021 so zaposleni STA v sporočilu za javnost med drugim opozorili, da vladna finančna blokada sredstev ogroža prihodke in službe zaposlenih na STA in s tem tudi socialni položaj njih in njihovih družin.
STA je vladni administraciji zagotavljala storitve prek enotne tržne pogodbe, ki se je iztekla 31. decembra 2020. UKOM je zavrnil sklenitev nove pogodbe. 1. marca je STA zato prvič po 29 letih vladi zaradi prenehanja izplačil zaprl dostop do vsebin STA. Posameznim državnim organom je bila omogočena sklenitev ločenih pogodb za storitve STA. Ločenih pogodb niso sklenila le ministrstva pod vodstvom ministrov iz vrst SDS. UKOM je v sporočilu za javnost 24. februarja vodstvu STA očitalo pozno dostavo cenika storitev. UKOM je v sporočilu tudi navedel, da je STA "[...] a razliko od preteklih let, ko je vladni administraciji priznaval občutne popuste (cca. 60 %), se je tokrat odločil, da teh popustov ni, posledično pa bo morala vlada stvari dodatno racionalizirati". UKOM je nato v sporočilu za javnost 29. aprila za nesklenitev tržne pogodbe okrivil Veselinoviča ki da je: "[...] z različnimi ravnanji dosegel, da ni prišlo do nove tržne pogodbe med UKOM in STA."
Marca 2021 je PV Janša direktorja STA Veselinoviča pozval k odstopu. Veselinoviča je pri tem označil za politično orožje skrajne levice, ki mora odgovarjati za svoja nezakonita dejanja. Janša je pri tem navedel, da pod Veselinovičevim vodstvom odpuščajo na smrt bolne novinarje in pogosto laž prodajajo kot resnico.
Marca 2021 je član nadzornega sveta STA Radovan Cerjak s seje nadzornega sveta odnesel izvod pogodbe STA z časnikom Dnevnik. Cerjak je po poročanju Večera takoj po prejetju dokumenta tega pospravil v aktovko in zapustil sejo (Cerjak je bil za svetnika STA imenovan septembra 2020; imenovanju je nasprotoval del opozicije, saj naj bi bil Cerjak posredno povezan s stranko SDS).
18. marca 2021 je vlada nadzornemu svetu STA predlagala predčasno razrešitev direktorja Veselinoviča, saj naj bi prišlo do kršitev zakonskih obveznosti. Vlada je ob tem sprejela tudi sklep, da naj notranje ministrstvo preveri, ali so kršitve vsebovale elemente sumov kaznivih dejanj, in naj preveri odgovornost nadzornikov. Vlada je prav tako predlagala nadzor inšpektorja za delo. Veselinovič naj bi bil po navedbah vlade odgovoren za šikaniranje zaposlenih.
Aprila 2021 so predsednika nadzornega sveta STA na domu obiskali kriminalisti. Policija je sporočila, da so ga obiskali zaradi več prijav domnevnih nepravilnosti v zvezi z delovanjem STA preverjali sum kaznjivega dejanja, ki se preganja po uradni dolžnosti. Policija je pri tem dodala, da vzrok za preiskavo ni bil sklep vlade.
Aprila 2021 je STA dokumentacijo, ki jo je od STA zahteval UKOM, poslala na sedež vlade. Direktor UKOM Urbanja je pred tem večkrat izjavil, da lahko STA zahtevano gradivo posreduje tudi vladi (enako je izpostavila tudi članica odbora DZ za kulturo, poslanka SDS Alenka Jeraj, notranji minister Aleš Hojs pa je o pošiljki dejal, da bodo dokumentacijo sprejeli, pregledali in ob ustreznosti sredstva izplačali). Vodstvo STA je razložilo, da je bilo kljub temu, da dokumentacije ni zahtevala vlada, iz navedb predstavnikov vlade moč sklepati, da je predložitev dokumentacije pogoj za ponovno vzpostavitev financiranja. V vladi pošiljke niso sprejeli, zaradi česar je bila vrnjena STA, ki je prav tako ni prevzela; pošiljka je bila tako znova naslovljena na vlado. Vlada je nato v odgovoru na novinarsko vprašanje STA navedla, naj STA dokumentacijo naslovi neposredno na UKOM. Vlada je ob zavrnitvi prevzema pošilke zanemarila zakonsko dolžnost, ki državnim organom nalaga, da poštne dopise sprejmejo in nato - v kolikor je bil dopis neprimerno naslovjen - tega naknadno posredujejo pristojnemu organu.
Nadzorni svet STA je direktorju Veselinoviču na svetu 26. aprila dodelil nagrado za poslovanje v letu 2020 v višini dveh bruto plač (oz. okoli 12.000 €), a se je Veselinovič nagradi odrekel. UKOM je v sporočilu za javnost 29. aprila problematiziral nagrado: "Takšna odločitev nadzornikov je v poslovnem svetu izjemno nenavadna, še bolj nenavadna pa zato, ker gre za podjetje v 100-odstotni državni lasti. Iz odločitve nadzornega sveta je mogoče sklepati, da podjetje posluje odlično, torej očitno ne drži trditev direktorja Veselinovića, da je vprašljivo, ali bo podjetje dočakalo svojo 30-letnico čez dober mesec. Če so direktorjeve besede resnične, pa je odločitev nadzornikov še toliko bolj sporna, saj gre v tem primeru za upravičeni sum plenjenja državnega premoženja. [...] Prav tako je nenavaden podatek, da so novinarji v primerjavi z direktorjem prejeli kar 53-krat manjše nagrade za delovno uspešnost. Če to drži, to potrjuje navedbe o izkoriščanju posameznih novinarjev, ki jim direktor domnevno plačuje pet evrov za prispevek, plač redno zaposlenih pa od nastopa svojega položaja leta 2009 ni povečal. Žal teh podatkov ni mogoče preveriti, ker direktor Veselinović ne želi izpolniti svojih obveznosti iz pogodbe, ki je bila lani podpisana med STA in UKOM. Prav tako ni mogoče preveriti medijskih zapisov, da se je direktor Veselinović nagradi za leto 2020 domnevno naknadno odpovedal. Prav tako ni mogoče preveriti podatka, ali se je v zadnjih desetih letih kadar koli odpovedal visokim nagradam. Je pa seveda glede na zdajšnje stanje moralno nesprejemljivo že dejstvo, da so mu jo nadzorniki sploh odobrili."
29. aprila 2021 je Evropska komisija v skladu z evropskimi pravili o državni pomoči odobrila 2,5 milijona € nadomestila za STA za opravljanje javne službe z utemeljitvijo, da bo javno financiranje STA prispevalo k zagotavljanju neodvisnih novic za slovensko javnost brez kršitev pravil konkurence. EK hkrati Slovenije ne obvezuje k izplačilu. EK je odločitev formalno odobrila, ker slovenska oblast peticije za presojo ni umaknila kljub temu, da je komisija že predhodno jasno navedla, da odločitev EK za to sploh ni potrebna in Slovenijo pozvala k umiku vloge. Podrobna vsebina odobritve ob odobritvi ni bila na voljo javnosti. Janša se je v odzivu na odobritev izjavil, da je bil denar za STA že izplačan v januarskem zakonu PKP7. Direktor STA Veselinovič je Janševo izjavo označil za "čist[o] manipulacij[o] in laž", saj da je vlada EK za mnenje prosila po tem, ko je bil zakon PKP7 že stopil v veljavo, zaradi česar naj bi bilo jasno, da se odločitev EK nanaša na dodatna, še ne izplačana sredstva za leto 2021, za katera naj bi UKOM januarja dejal, da bodo izplačana, ko jih dokončno odobri EK.
Maja 2021 je Društvo novinarjev Slovenije (DNS) v sodelovanju z drugimi organizacijami pričelo kampanjo Za obSTAnek, v okviru katere prek prostovoljnih donacij zbira finančna sredstva za STA, da bi nadomestili izpad državnih sredstev. Na kampanjo se je zaničevalno odzval PV Janša. Kampanja je v enem tednu zbrala za 189.000 € donacij (kar ustreza znesku mesečnega državnoproračunskega nadomestila za STA). Kampanja je potekala en mesec in v tem obdobju zbrala 270.000 €.
6. maja je Veselinovič zaradi zapisov Janše in Urbanije na Twitter-ju proti njima napovedal tožbo (v prvem primeru) oz. vložitev opomina pred tožbo (v slednjem primeru); Janša je Veselinoviču očital, da je sodeloval pri "umoru novinarja [Boruta Meška]", Urbanija pa da je Mešku Veselinovič "v brutalnem obračunu in dolgotrajnem mobingu na bolniško posteljo poslal odpoved delovnega razmerja [...]".
Maja 2021 je državno odvetništvo (ki zastopa vlado) zadnji dan pred iztekom roka vložila ugovor na zahtevo izvršbe, ki jo je uložila STA. STA je bila tako primorana v poskus iztirjanja izvršbe prek pravdnega postopka. V vodstvu STA so ravnanje vlade doumeli kot zavlačevanje.
Maja 2021 je Pravna mreža za varstvo demokracije v sodelovanju z odvetniško družbo Pirc Musar & Lemut Strle zoper direktorja UKOM Uroša Urbanijo podala kazensko ovdabo zaradi suma storitve kaznivega dejanja zlorabe uradnega položija ali uradnih pravic. Vzrok za ovadbo je bila zahteva Urbanije vodstvu STA, da mu predajo poslovno dokumentacijo, za kar naj ne bi imel pooblastil.
20. maja je delegacija preiskovalcev NPU obiskala časopisno hišo Dnevnik zaradi oglaševalne pogodbe med omenjeno časopisno hišo in STA.
Junija 2021 je Veselinovič za 28. junij sklical skupščino STA, na kateri je nameraval vlado in njene predstavnike seznaniti s poslovanjem STA (vključno z vpogledom v vso dokumentacijo, ki jo je od STA zahteval UKOM), da bi odpravil razloge, na podlagi katerih je vlada zavračala financiranje STA.
2. junija so kriminalisti NPU z vodjo marketinga STA opravili informativni pogovor v zvezi z kompenzacijsko pogodbo s časopisno hišo Dnevnik izvirajoč iz dveh ločenih prijav; prijave nadzornika STA Cerjaka, ki zaradi suma oškodovanja STA zaradi omenjene pogodbe, in prijave zoper Cerjaka, saj da je iz seje nadzornega sveta nepooblaščeno odtujil kopijo omenjene pogodbe, ki je bila označena kot poslovna skrivnost. Kriminalisti so med obiskom že razpolagali s kopijo pogodbe med STA in Dnevnikom, ki je nosila oznako poslovne tajnosti. Kriminalisti so med razgovorom povpraševali tudi o drugih kompenzacijskih dogovorih z drugimi mediji.
10. junija je vlada izdala uredbo o opravlanju javne službe STA, ki bi za izvajanje uredbe pooblastila UKOM. Predstavniki zaposlenih STA so v odzivu na uredbo navedli, da uredba ne rešuje financiranja STA temveč zgolj nejasno spreminja uredbo delovanja STA, ki je že urejena v okviru zakona o STA. Sindikat novinarjev Slovenije pa je v odzivu na uredbo tudi navedel, da uredba predstavlja poseg v uredniško neodvisnost STA in prenaša obveznost odločanja o izpolnjevanju obveznosti STA iz sveta STA na direktorja UKOM-a. DNS je uredbo označil za neustavno in navedel, da uredba posega v uredniško in upravljalno avtonomijo STA ter povečuje vpliv UKOM in direktorja UKOM nad STA. Direktor STA Veselinovič je o uredbi med drugim navedel, da želi vlada z uredbo protizakonito in protiustavno zaobiti obveznost financiranja STA. Po navedbah sogovornikov Večera bi lahko uredba vodila v zmanjšanje obsega sredstev, ki jih bi STA prejela za opravljanje javne službe.
30. septembra 2021 je Bojan Veselinović odstopil z mesta direktorja Slovenske tiskovne agencije . Na kasnejšem razpisu je bil za novega direktorja izbran Igor Kadunc, nekdanji generalni direktor RTV Slovenija. Z nastopom mandata se je odzval na vabilo Ukoma na skupno srečanje, kjer sta oba direktorja 8. novembra 2021 podpisala pogodbo o financiranju agencije. Pogodba je poleg financiranja javne službe do konca leta 2021 vključevala neizplačana sredstva za celotno leto.

## Seznam direktorjev
- Dejan Verčič (1991–1993)[69]
- Dušica Jurman (1993–1994)
- Tadej Labernik (1994–2001)
- Igor Vezovnik (2001–2005)
- Lidija Pavlovčič (2005–2007)
- Alenka Paulin (2007–2009)
- Bojan Veselinovič (2009–2021)
- Igor Kadunc (2021–2024)
- Barbara Štrukelj (v. d.) (2024)
- Mojca Prelesnik (2024–)